# Handthal

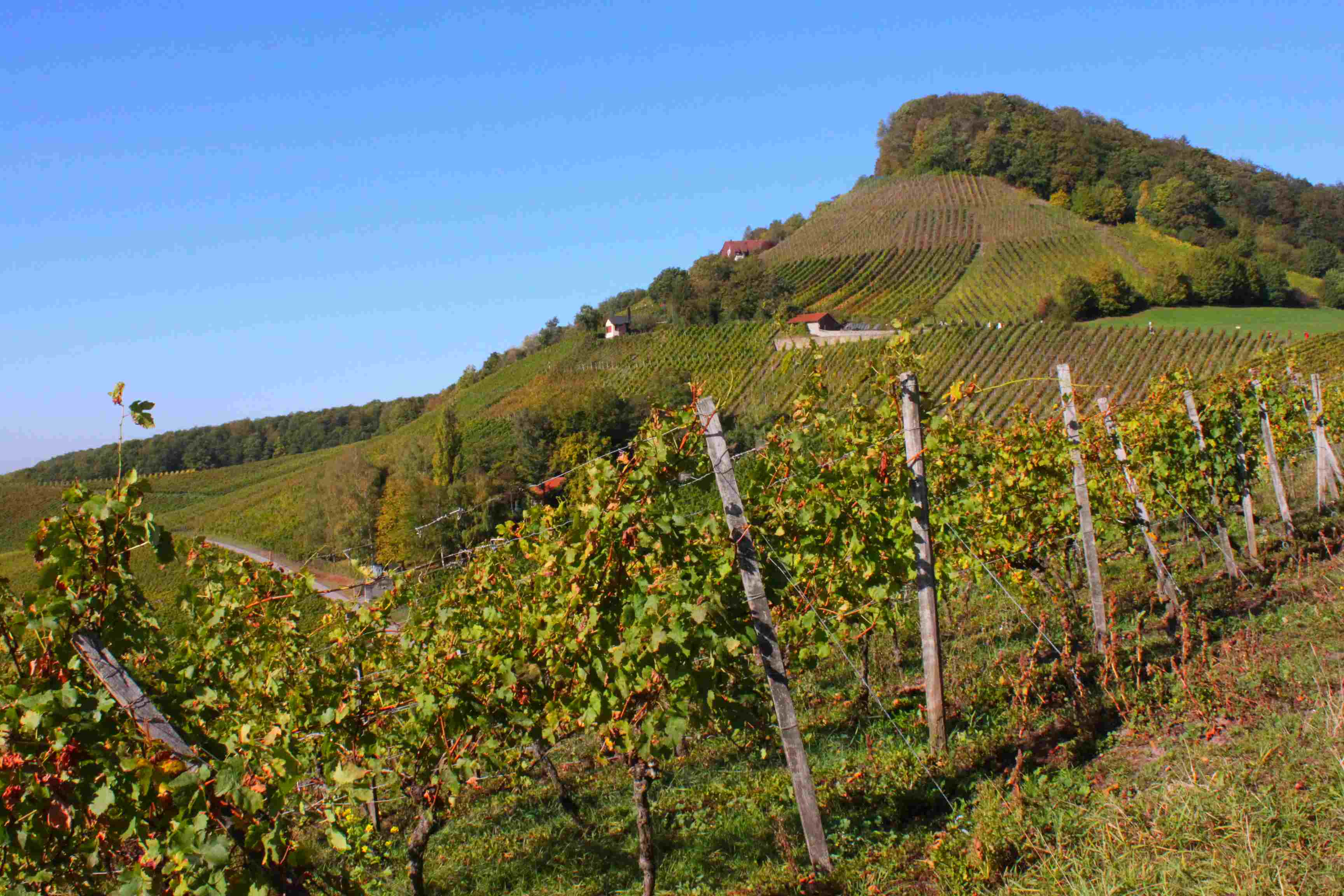
Stollberg, Wahrzeichen von Handthal

Handthal ist ein Gemeindeteil des Marktes Oberschwarzach im unterfränkischen Landkreis Schweinfurt in Bayern. Handthal ist ein Ausflugsort und Zugangstor für Wanderer in den Naturpark Steigerwald.

## Geografische Lage
Das Kirchdorf liegt im äußersten Osten des Oberschwarzacher Gemeindegebiets. Nördlich erhebt sich mit der Stollburg und dem gleichnamigen Berg das gemeindefreie Gebiet Stollbergerforst im Landkreis Schweinfurt. Im Osten beginnt mit dem Gemeindegebiet von Ebrach der Landkreis Bamberg in Oberfranken. Südlich befindet sich das kleinste gemeindefreie Gebiet des Landkreises Schweinfurt, der Geiersberg. Im Südwesten liegt Oberschwarzach.

## Geschichte
Die Geschichte von Handthal ist eng mit der Stollburg in unmittelbarer Nähe verbunden. Handthal bestand ursprünglich aus mehreren kleinen Orten, die Winkel, Bramberg und Babental genannt wurden. Nach dem Zusammenschluss nannte sich die Siedlung „Hantal“, der Name verweist auf ein ‚Tal am Hagen‘, auf einen Schweinshagen für die Eichelmast in den nahen Wäldern.
Handthal war lange Zeit eine eigenständige Gemeinde im unterfränkischen Landkreis Gerolzhofen. Am 1. Mai 1978 wurde Handthal im Zuge der Gebietsreform in Bayern nach Oberschwarzach eingemeindet.

## Sehenswürdigkeiten

### Baudenkmäler

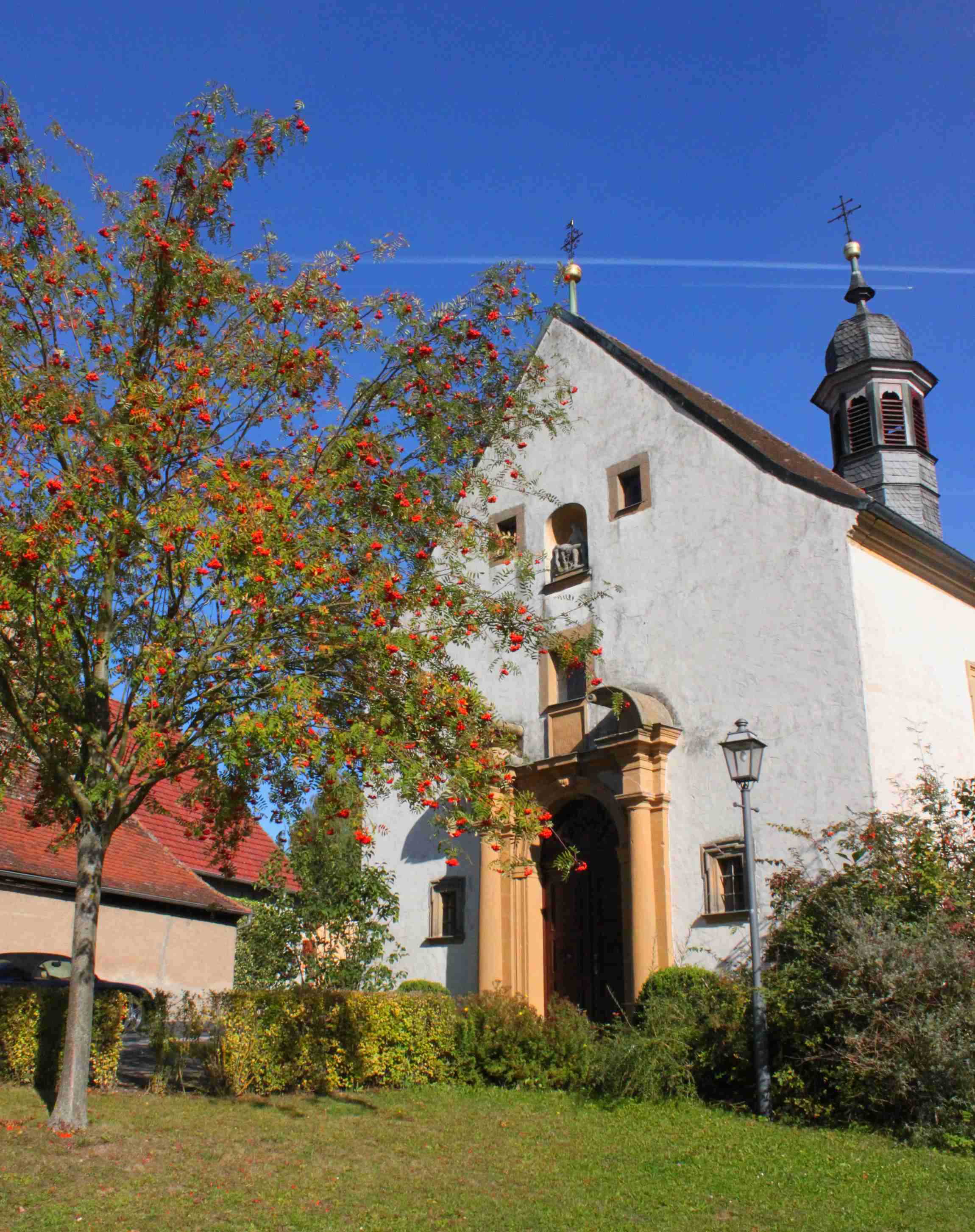
Magdalenenkirche

Den Mittelpunkt der Siedlung bildet die katholische Filialkirche St. Maria Magdalena. Ursprünglich stand sie auf der Höhe des Madgalenenberges und war das Ziel vieler Pilger. Sie wurde 1729 geweiht. Im Jahr 1810 wurde den Handthalern der Wiederaufbau der aufgelösten Hospizkirche genehmigt und die Magdalenenkirche entstand im Dorf neu. Oberhalb des Chores befindet sich ein sechsseitiger Dachreiter.
Im Inneren überwiegt noch der barocke Glanz der alten Kirche. Der Hochaltar aus dem Jahr 1720 wurde mit vier Säulen und mit der Johannespredigt verziert. Die Seitenaltäre stammen aus dem Rokoko und wurden 1780 geschaffen. Eine Pietà stammt aus der Zeit um 1480. Deutlich jünger ist die Rokoko-Kreuzigungsgruppe an der rechten Langhauswand. Die Orgel aus der Zeit um 1700 kam nach der Auflösung des Klosters Oberzell in das Kirchlein.
Typisch für das katholische Dorf sind die Bildstöcke in den Fluren um Handthal. Aus dem Jahr 1709 stammt die älteste Marter. Ihr Aufsatz trägt ein Relief der Kreuzigung, zwei Seitenfiguren der Heiligen Dorothea und des Banthaleon begrenzen den Stock. Im Jahr 1867 wurde das Sandsteinkreuz auf dem Magdalenenberg aufgerichtet, es verweist auf das ehemalige Hospiz der Franziskaner.

### Stollburg

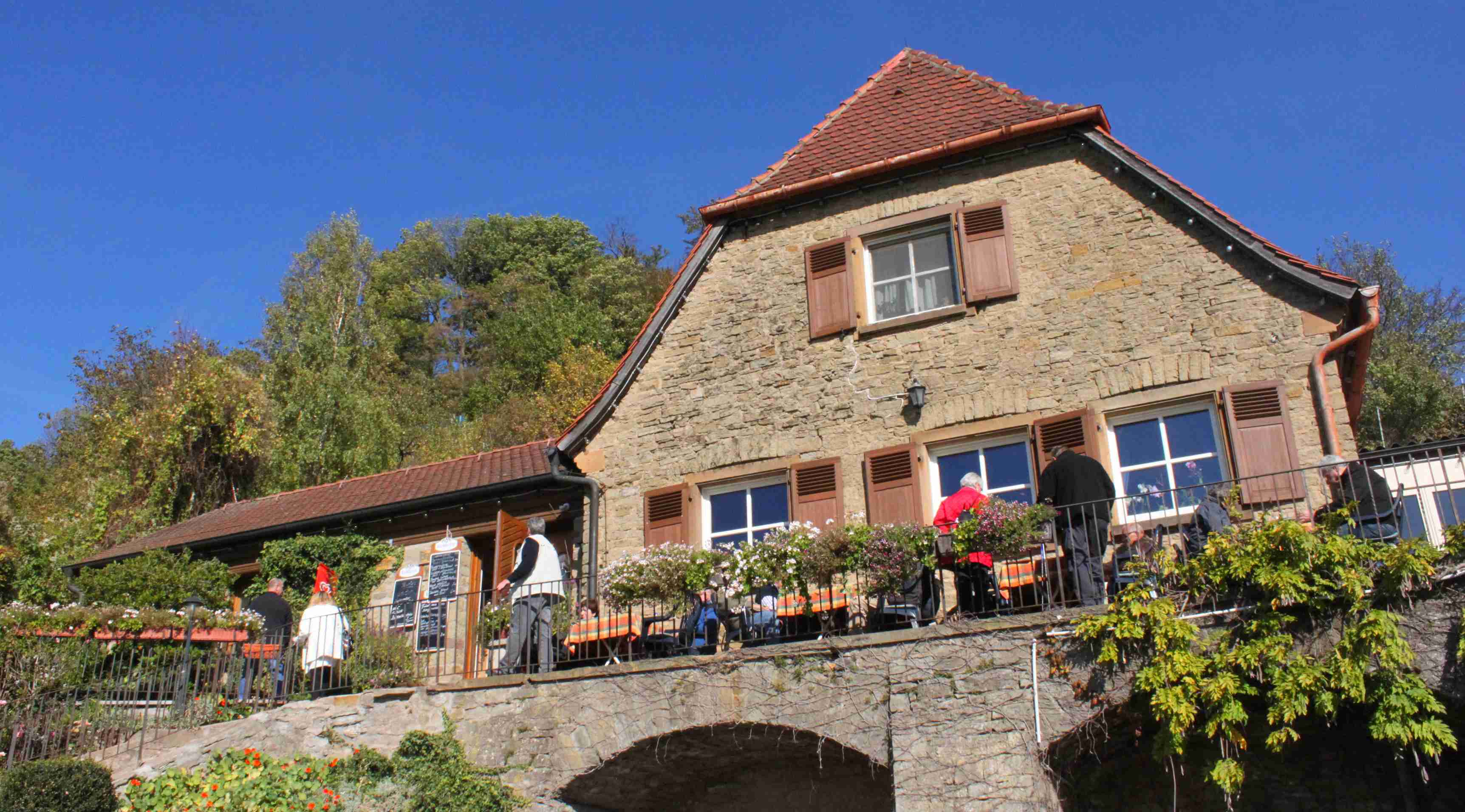
Weinberge auf dem Stollberg mit Weinausschank

Wahrzeichen Handthals ist der Stollberg mit einem nach der nahen Stollburg benannten Weinlokal, mit weiten Blick ins südliche Unterfranken.

### Kapellenrangen
Auf der Kapellenebene, oberhalb des Kapellenrangens im Nordosten des Dorfes stand ursprünglich die Magdalenenkirche. Eine Sage handelt von der Gründung des Klosters. Ein Burgfräulein aus der Stollburg hatte sich verlaufen und schwor, eine Kapelle an der Stelle zu bauen, an der sie wieder ihre Heimat erblickte. Auf dem Berg angekommen, konnte sie die Burg wieder sehen. Sie machte ihr Versprechen wahr und ließ ein kleines Gotteshaus auf dem Berg errichten, das bald von Einsiedlern betreut wurde.
Im Jahr 1747 besiedelten einige Franziskaner aus dem Kloster in Dettelbach den Berg und richteten dort ein Hospiz mit neun Zellen ein. In kurzer Zeit entstand eine lokale Wallfahrt auf den Berg, die jedoch zu Beginn des 19. Jahrhunderts wieder erlosch. 1803 wurde im Zuge der Säkularisation das Kloster aufgehoben. Das Inventar gelangte unter anderem durch Versteigerung an die Spitalkirche in Schweinfurt. Nachdem die Kirche selbst nach Handthal verlegt worden war, stellte man 1867 dort das sogenannte Magdalenenkreuz auf.

### Steigerwald-Zentrum
2014 wurde in Handthal das „Steigerwald-Zentrum – Nachhaltigkeit erleben“ als Erlebnis- und Bildungseinrichtung der Bayerischen Forstverwaltung eröffnet.